# Race of Champions (Formula 1)
La Race of Champions (Corsa dei Campioni) fu una tradizionale gara di Formula 1 non valida per il campionato del mondo.  Si correva sul Circuito di Brands Hatch  nel Kent, in Gran Bretagna tra il 1965 e il 1979, nonché nel 1983. Quella del 1983 fu anche l'ultimo Gran premio di Formula 1 non valido quale prova del campionato del mondo.

## Albo d'oro
| anno | pilota             | vettura             | resoconto |
| ---- | ------------------ | ------------------- | --------- |
| 1965 | Mike Spence        | Lotus-Climax        | Resoconto |
| 1967 | Dan Gurney         | Eagle-Weslake       | Resoconto |
| 1968 | Bruce McLaren      | McLaren-Ford        | Resoconto |
| 1969 | Jackie Stewart     | Matra-Ford          | Resoconto |
| 1970 | Jackie Stewart     | March-Ford          | Resoconto |
| 1971 | Clay Regazzoni     | Ferrari             | Resoconto |
| 1972 | Emerson Fittipaldi | Lotus-Ford          | Resoconto |
| 1973 | Peter Gethin       | Chevron-Chevrolet † | Resoconto |
| 1974 | Jacky Ickx         | Lotus-Ford          | Resoconto |
| 1975 | Tom Pryce          | Shadow-Ford         | Resoconto |
| 1976 | James Hunt         | McLaren-Ford        | Resoconto |
| 1977 | James Hunt         | McLaren-Ford        | Resoconto |
| 1979 | Gilles Villeneuve  | Ferrari             | Resoconto |
| 1983 | Keke Rosberg       | Williams-Ford       | Resoconto |

† Corsa vinta da una vettura Formula 5000